# Дигитална тврђава
Дигитална тврђава (енгл. Digital Fortress) је роман трилер светског бестселеровца, Дена Брауна из 1998. године.

## Радња
Машина за дешифровање агенције за националну безбедност наилази на код који не може да реши. После низа безуспешних покушаја позивају математичарку Сузан Флечер у нади да ће им помоћи у решавању преблема. Сузан убрзо долази до открића које проузрокује нестабилност власти. Наиме открива да не дешифровани код може да уништи читави обавештајни систем државе. Одлучије да спаси агенцију од пропасти наилазећи на низ потешкоћа и лажи суочена са неразумевањем колега.